# Paula Patton
Paula Maxine Patton (sinh ngày 5 tháng 12 năm 1975) là một nữ diễn viên người Mỹ. Cô tham gia bộ phim đầu tay của mình mang tựa đề Hitch vào năm 2005, và năm sau đó cô xuất hiện trong bộ phim Idlewild.
Patton đã có vai diễn đột phá của mình vào năm 2006 trong bộ phim hành động mang tên Déjà Vu. Sau đó, cô trở thành nữ diễn viên chính trong các bộ phim Mirrors (2008), Swing Vote (2008), Jumping the Broom (2011), Mission: Impossible – Ghost Protocol (2011) và 2 Guns (2013). Cô cũng đóng vai chính trong bộ phim cực kỳ thành công Precious (2009), và là nữ diễn viên chính đóng vai chính bộ phim hài lãng mạn Jumping the Broom (2011) và Baggage Claim (2013). Năm 2016, Patton còn là nữ diễn viên chính trong bộ phim giả tưởng Warcraft, dựa theo sê ri game cùng tên.

## Phim đã đóng
| Năm  | Phim                                 | Vai diễn                       | Ghi chú |
| ---- | ------------------------------------ | ------------------------------ | --- |
| 2005 | Hitch                                | Mandy                          | |
| 2005 | London                               | Alex                           | |
| 2006 | Idlewild                             | Angel Davenport/Sally B Shelly | |
| 2006 | Déjà Vu                              | Claire Kuchever                | Nominated – Black Reel Award for Best Breakthrough Performance |
| 2008 | Mirrors                              | Amy Carson                     | |
| 2008 | Swing Vote                           | Kate Madison                   | |
| 2009 | Precious                             | Ms. Blu Rain                   | Nominated – Black Reel Award for Best Supporting Actress Boston Society of Film Critics Award for Best Cast (tied with Star Trek) Nominated – Critics Choice Award for Best Acting Ensemble NAACP Image Award for Outstanding Actress in a Motion Picture Nominated – Screen Actors Guild Award for Outstanding Performance by a Cast in a Motion Picture Nominated – Washington D.C. Area Film Critics Association Award for Best Ensemble |
| 2010 | Just Wright                          | Morgan Alexander               | |
| 2011 | Mission: Impossible – Ghost Protocol | Jane Carter                    | Nominated – Alliance of Women Film Journalists: Kick Ass Award for Best Female Action Star Nominated – Saturn Award for Best Supporting Actress Nominated – Teen Choice Award for Choice Movie: Actress Action |
| 2011 | Jumping the Broom                    | Sabrina Watson                 | Nominated—NAACP Image Award for Outstanding Actress in a Motion Picture |
| 2012 | Disconnect                           | Cindy Hull                     | |
| 2013 | 2 Guns                               | Deb                            | |
| 2013 | Baggage Claim                        | Montana Moore                  | |
| 2014 | About Last Night                     | Allison                        | |
| 2016 | The Perfect Match                    | Sherry                         | Also producer |
| 2016 | The Do Over                          | Heather                        | |
| 2016 | Warcraft                             | Garona Halforcen               | |

| Năm  | Tiêu đề                           | Vai trò             | Ghi chú                                                |
| ---- | --------------------------------- | ------------------- | ------------------------------------------------------ |
| 2005 | Murder Book                       | Det. Angela Kellogg | Unsold TV pilot                                        |
| 2010 | Law & Order: Special Victims Unit | A.D.A. Mikka Von    | Episode: "Wet"                                         |
| 2012 | Single Ladies                     | Layla Twilight      | Episodes: "The Business of Friendship" and "Fast Love" |
| 2015 | Runner                            | Lauren Marks        | Unsold TV pilot                                        |